# グリューワイン

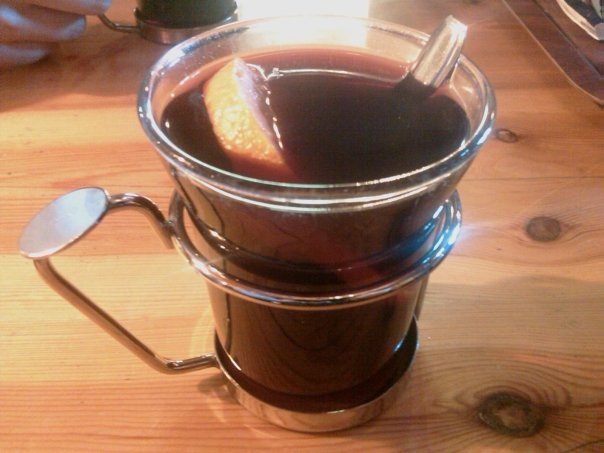
フランス風温葡萄酒（ヴァン・ショー）

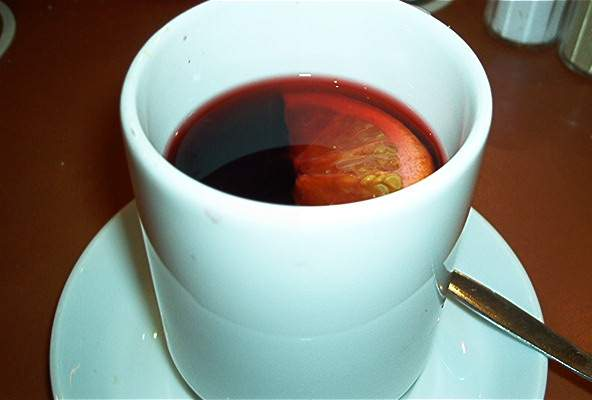
ドイツ風温葡萄酒（グリューワイン）

グリューワイン（独: Glühwein、グリューヴァインとも）あるいは温葡萄酒（おんぶどうしゅ）は、ワインと香辛料などを温めて作るホット・カクテルの一種。一般的には赤ワインで作られるが、白ワイン由来のものも存在する。11月中旬から開かれる各地のクリスマスマーケットで楽しむことが出来る。日本ではホットワインとも呼ばれるが、これは和製英語で、英語ではマルドワイン（英: mulled wine）。イタリア語ではヴィン・ブルレー（伊: vin brulé）、フランス語ではヴァン・ショー（仏: vin chaud、熱いワイン）という。
このような温めた酒類を総称してグロッグとも呼ぶが、フランスではヴァン・ショーに対してグロッグと言う呼び方はせず、ラム酒など他の酒類をベースにした飲料に対して用いられる名称である。北欧諸国ではこのグリューワインそのものがグロッグまたはグレッグ（丁: Gløgg、諾: Gløgg）と呼ばれる。

## 文化
赤ワインにオレンジピールやシナモン、クローブなどの香辛料、砂糖やシロップを加えて火にかけ温める。
カフェでは蒸気を使って瞬時に暖めるので、アルコールを飛ばさずに提供できる。これはエスプレッソ・マシーンの一機能として付属しており、カフェ・オ・レを作る時に牛乳を温めて泡立てる機能と共通である。
ドイツなどではグリューワイン用のミックススパイスも市販されている。また最近、日本でもミックススパイスや瓶詰めのグリューワインが輸入販売されている。
ドイツ、フランスやイタリアを始めとするヨーロッパのクリスマスにはかかせない飲み物とされる。なお、沸騰させなくても若干アルコール分は飛ぶので、それを補うためラム酒などの蒸留酒を足して飲むこともある。蒸留酒入りの場合はグリューヴァイン・ミット・シュス（Glühwein mit Schuss）と呼ばれる。これは「（蒸留酒を）一振り加えたグリューワイン」の意味である。
アルザスなど白ワインの産地では白ワインを用いたヴァン・ショー・ブラン（vin chaud blanc）もあり、この場合はシナモンは加えず好みで砂糖やレモンの薄切りなどを加える。特定地域でのクリスマス期にのみ見られる名物である。

## 材料の一例
- クローブ
- シナモン
- ローリエ
- ナツメグ
- バニラ
- アニス
- スターアニス
- ローズマリー
- タイム
- オールスパイス
- カルダモン
- ショウガ
- クレメンタイン（マンダリンオレンジの一種。）
- レモン
- ライム
- 砂糖
- 蜂蜜
- ワイン / エール (ビール) / シードル